# Kurt Weck
Kurt Weck (geboren 20. November 1892 in Werdau; gestorben 1959) war ein deutscher Politiker (SPD).

## Leben und Tätigkeit
Während der Zeit der Weimarer Republik war Weck ein gelernter Metallarbeiter (Fräser), Gausekretär des Reichsbanners Schwarz-Rot-Gold in Zwickau sowie sozialdemokratischer Stadtverordneter in Zwickau.
Nach dem Machtantritt der Nationalsozialisten im Frühjahr 1933 floh Weck in die Tschechoslowakei, wo er sich der Organisation der SOPADE, der Auslands-SPD, anschloss. Für diese übernahm er Aufgaben als Stützpunktleiter und Leiter eines Emigrantenheims in Eibenberg, bevor er 1935 zum Grenzsekretär der SOPADE in Karlsbad ernannt wurde.
Wecks Sohn Gerhard Weck (1913–1974) blieb 1933 in Deutschland. Nach einer zeitweisen Inhaftierung im KZ Sachsenburg vom Frühjahr 1933 bis Ostern 1934 fungierte er als Verbindungsmann zwischen dem nach Prag emigrierten sozialdemokratischen Parteivorstand und den sächsischen Sozialdemokraten. Wecks Ehefrau wurde nach ihrer Rückkehr nach Deutschland verhaftet und nahm sich 1934 im Zwickauer Polizeigefängnis das Leben.
1938 wurde Weck mit der Abwicklung der sozialdemokratischen Flüchtlingshilfe in der Tschechoslowakei beauftragt. Anschließend emigrierte er, bedingt durch die Annexion der Sudetengebiete durch das nationalsozialistische Deutschland, nach Schweden. 1940 wurde er dort Mitglied des Vorstandes der schwedischen Ortsgruppe der SOPADE in Stockholm.
Von den Nationalsozialisten wurde Weck nach seiner Emigration als Staatsfeind eingestuft. 1939 wurde ihm die deutsche Staatsbürgerschaft entzogen und seine Ausbürgerung im Reichsanzeiger bekannt gegeben. Im Frühjahr 1940 setzte das Reichssicherheitshauptamt ihn auf die Sonderfahndungsliste G.B., ein Verzeichnis von Personen, die im Falle einer erfolgreichen Invasion und Besetzung der britischen Inseln – wo man Weck irrtümlich vermutete – durch die deutsche Wehrmacht von den Besatzungstruppen nachfolgenden Sonderkommandos der SS mit besonderer Priorität ausfindig gemacht und verhaftet werden sollten.